# Hullbridge
Hullbridge est un village et une paroisse civile de l'Essex, en Angleterre.